# Dinero
Dinero는 위스콘신 대학교에서 만든 캐시 메모리 시뮬레이터이다. 최신 버전은 dinero IV이다.

## 설치
dinero는 Dinero IV 홈페이지에서 비상업적 용도로 사용이 가능하며. UNIX 계통의 운영체제에서 실행된다.

## 실행
dinero IV 기준 실행방법
```
% 
./dineroIV
 [option] < 
트레이스_파일.din
```

자세한 매뉴얼은 이곳(설명서)을 참고

## 같이 보기
- 중앙 처리 장치
- CPU 캐시